# Mutàrrif ibn Llop
Mutàrrif ibn Lubb ibn Mussa ibn Mussa ibn Furtun ibn Qassi ibn Furtun (àrab: مطرف بن لوب بن موسى بن موسى بن فرتون بن قاسي بن فرتو, Muṭarrif ibn Lūbb ibn Mūsà ibn Mūsà ibn Furtūn ibn Qāsī ibn Furtūn), més conegut com Mutàrrif ibn Llop, fou un membre de la dinastia musulmana muladí dels Banu Qassi.

## Orígens familiars
Fill de Llop ibn Mussa ibn Mussa i l'esclava Àjab al-Balatiyya, era, per tant, net de Mussa II el Gran, dominador de la vall de l'Ebre durant el segle ix, casat amb la princesa vascona Assona Ènnega, filla del rei de Pamplona Ènnec Aritza I.
Fou germà de Muhàmmad ibn Llop, valí de Toledo, i d'Issa ibn Llop.

## Núpcies i descendents
Tingué una filla que es casà l'any 904 amb Ramon II de Pallars-Ribagorça en segones núpcies d'aquest i en el context posterior a la ràtzia de 904. D'aquesta unió no hi hagué fills.